# Schmidtolus chichivacus
Schmidtolus chichivacus är en mångfotingart som beskrevs av Chamberlin 1953. Schmidtolus chichivacus ingår i släktet Schmidtolus och familjen Allopocockiidae. Inga underarter finns listade i Catalogue of Life.